# 杜懷寶
杜懷寶（5世纪—539年），京兆郡杜陵县人，南朝梁軍事人物，南朝齐給事中杜灵启之子。
杜懷寶少有志节，南齐永元三年（501年）萧衍起兵東下，他随萧伟（南平王）留守襄阳。南朝梁天监年間，以战功官至骁猛将军、梁州刺史。
普通六年（525年），杜懷寶为壮武将軍，奉雍州刺史、晋安王蕭綱之命参加北伐，协同長史柳津、司馬董当門、振遠将軍曹義宗攻打南陽郡、新野郡，北魏南荊州刺史李志以安昌城降梁。
大同元年（535年），北魏梁州刺史元羅降梁，杜懷寶進督華州。武興氐王楊紹先作乱，杜懷寶率军平定。官至梁、秦二州刺史，大同五年（539年）在南郑去世。

## 子
- 杜嵩
- 杜岑
- 杜嶷
- 杜岌
- 杜巚（南陽郡太守。岳陽王蕭詧攻下南陽，将其殺害）
- 杜岸（字公衡。出仕湘東王蕭繹，担任平北将軍、北梁州刺史。被襄陽蕭詧击敗，投奔兄长杜巚，于兄弟一起在南陽被殺害）
- 杜崱
- 杜嵸
- 杜幼安